# Eliteserien 2014-2015 (pallavolo maschile)
La Eliteserien 2014-2015 si è svolta dal 4 ottobre 2014 al 28 marzo 2015: al torneo hanno partecipato sette squadre di club norvegesi e la vittoria finale è andata per la decima volta, la seconda consecutiva, al Nyborg Volleyballklubb.

## Regolamento

### Formula
Le squadre hanno disputato un girone all'italiana, con gare di andata e ritorno.

### Criteri di classifica
Se il risultato finale è stato di 3-0 o 3-1 sono stati assegnati 3 punti alla squadra vincente e 0 a quella sconfitta, se il risultato finale è stato di 3-2 sono stati assegnati 2 punti alla squadra vincente e 1 a quella sconfitta.
L'ordine del posizionamento in classifica è stato definito in base a:
- Punti;
- Numero di partite vinte;
- Ratio dei set vinti/persi;
- Ratio dei punti realizzati/subiti.

## Squadre partecipanti
| Club         | Città        | Palazzetto                | Stagione precedente  |
| ------------ | ------------ | ------------------------- | -------------------- |
| Nyborg       | Bergen       | Stemmemyren Bergen        | Campione di Norvegia |
| Førde        | Førde        | Førdehuset Førde          | 2ª in Eliteserien    |
| Koll         | Oslo         | Kringsjåhallen Oslo       | 5ª in Eliteserien    |
| Kristiansund | Kristiansund | ?                         | 7ª in Eliteserien    |
| Randaberg    | Randaberg    | Randaberghallen Randaberg | 3ª in Eliteserien    |
| Tromsø       | Tromsø       | Tromsøhallen Tromsø       | 4ª in Eliteserien    |
| NTNUI        | Trondheim    | Dragvollhallen Trondheim  | 6ª in Eliteserien    |

## Torneo

### Risultati
| Partite |                        |     |                                   |
|         |                        |     |                                   |
| 04-10   | Bergen-Koll            | 3-0 | 25-13, 25-16, 25-10               |
| 04-10   | Tromsø-Kristiansund    | 3-0 | 25-11, 25-18, 25-17               |
| 04-10   | Randaberg-Trondheim    | 1-3 | 19-25, 25-23, 19-25, 22-25        |
| 05-10   | Førde-Koll             | 3-2 | 22-25, 17-25, 25-23, 25-20, 15-12 |
| 11-10   | Kristiansund-Bergen    | 0-3 | 22-25, 23-25, 19-25               |
| 11-10   | Tromsø-Førde           | 3-0 | 25-17, 26-24, 25-18               |
| 11-10   | Koll-Randaberg         | 0-3 | 10-25, 23-25, 21-25               |
| 12-10   | Trondheim-Bergen       | 0-3 | 17-25, 10-25, 19-25               |
| 18-10   | Randaberg-Førde        | 3-0 | 25-13, 25-14, 25-16               |
| 18-10   | Kristiansund-Trondheim | 1-3 | 25-21, 21-25, 22-25, 21-25        |
| 25-10   | Bergen-Tromsø          | 3-2 | 25-27, 25-18, 22-25, 25-22, 15-6  |
| 25-10   | Koll-Kristiansund      | 0-3 | 22-25, 22-25, 27-29               |
| 25-10   | Trondheim-Randaberg    | 1-3 | 23-25, 24-26, 25-20, 23-25        |
| 26-10   | Førde-Tromsø           | 2-3 | 25-19, 21-25, 22-25, 25-21, 9-15  |
| 15-11   | Førde-Bergen           | 0-3 | 27-29, 22-25, 18-25               |
| 15-11   | Trondheim-Kristiansund | 2-3 | 25-27, 23-25, 25-19, 25-15, 10-15 |
| 29-11   | Tromsø-Koll            | 3-0 | 25-0, 25-0, 25-0                  |
| 13-12   | Randaberg-Tromsø       | 3-0 | 25-23, 25-22, 25-18               |
| 20-12   | Randaberg-Bergen       | 1-3 | 14-25, 15-25, 25-21, 21-25        |
| 21-12   | Koll-Bergen            | 0-3 | 20-25, 17-25, 15-25               |
| 10-01   | Kristiansund-Randaberg | 3-1 | 28-26, 26-24, 20-25, 25-22        |

| Partite |                        |     |                                   |
|         |                        |     |                                   |
| 10-01   | Førde-Trondheim        | 3-0 | 25-18, 25-22, 25-19               |
| 11-01   | Koll-Tromsø            | 0-3 | 25-27, 18-25, 18-25               |
| 11-01   | Bergen-Trondheim       | 3-0 | 25-19, 25-15, 25-20               |
| 24-01   | Bergen-Førde           | 3-0 | 25-17, 25-11, 25-21               |
| 24-01   | Tromsø-Randaberg       | 3-2 | 25-19, 23-25, 27-29, 25-22, 15-13 |
| 01-02   | Trondheim-Koll         | 0-3 | 22-25, 20-25, 17-25               |
| 08-02   | Kristiansund-Koll      | 3-1 | 25-23, 26-28, 25-21, 25-19        |
| 14-02   | Kristiansund-Førde     | 2-3 | 25-15, 25-19, 23-25, 20-25, 13-15 |
| 15-02   | Trondheim-Tromsø       | 1-3 | 16-25, 23-25, 25-23, 23-25        |
| 28-02   | Bergen-Kristiansund    | 3-0 | 25-19, 25-17, 25-16               |
| 28-02   | Randaberg-Koll         | 3-0 | 25-12, 25-22, 25-18               |
| 28-02   | Tromsø-Trondheim       | 3-0 | 25-18, 28-26, 25-15               |
| 01-03   | Førde-Kristiansund     | 2-3 | 25-21, 20-25, 23-25, 25-23, 13-15 |
| 07-03   | Trondheim-Førde        | 3-1 | 25-19, 26-24, 24-26, 26-24        |
| 08-03   | Randaberg-Kristiansund | 3-0 | 25-21, 25-19, 25-14               |
| 08-03   | Tromsø-Bergen          | 2-3 | 22-25, 25-20, 19-25, 25-21, 12-15 |
| 08-03   | Koll-Førde             | 3-1 | 23-25, 25-20, 25-16, 29-27        |
| 14-03   | Førde-Randaberg        | 0-3 | 21-25, 15-25, 22-25               |
| 15-03   | Koll-Trondheim         | 1-3 | 21-25, 28-26, 21-25, 16-25        |
| 15-03   | Bergen-Randaberg       | 3-0 | 25-22, 25-16, 25-18               |
| 28-03   | Kristiansund-Tromsø    | 3-0 | 25-0, 25-0, 25-0                  |

### Classifica
| Pos. | Squadra      | Pt | G  | V  | P  | SV | SP | Ratio | PF  | PS    | Ratio |
| ---- | ------------ | -- | -- | -- | -- | -- | -- | ----- | --- | ----- | ----- |
| 1.   | Nyborg       | 34 | 12 | 12 | 0  | 36 | 5  | 7.200 | 993 | 755   | 1.255 |
| 2.   | Tromsø       | 24 | 12 | 8  | 4  | 28 | 17 | 1.647 | 963 | 890   | 1.082 |
| 3.   | Randaberg    | 22 | 12 | 7  | 5  | 26 | 16 | 1.625 | 967 | 902   | 1.072 |
| 4.   | Kristiansund | 17 | 12 | 6  | 6  | 21 | 24 | 0.875 | 975 | 968   | 1.007 |
| 5.   | NTNUI        | 13 | 12 | 4  | 8  | 16 | 28 | 0.571 | 963 | 1 026 | 0.938 |
| 6.   | Førde        | 9  | 12 | 3  | 9  | 15 | 31 | 0.483 | 943 | 1 067 | 0.883 |
| 7.   | Koll         | 7  | 12 | 2  | 10 | 10 | 31 | 0.322 | 788 | 984   | 0.800 |

## Classifica finale
| Pos                 | Squadra      | Qualificazione        |
| ------------------- | ------------ | --------------------- |
| Norvegia (bandiera) | Nyborg       | Challenge Cup 2015-16 |
| 2                   | Tromsø       | Challenge Cup 2015-16 |
| 3                   | Randaberg    |                       |
| 4                   | Kristiansund |                       |
| 5                   | NTNUI        |                       |
| 6                   | Førde        |                       |
| 7                   | Koll         |                       |

## Statistiche
| Rendimento individuale | Rendimento individuale | Rendimento individuale | Rendimento individuale |
| Pos.                   | Nome                   | Punti                  | Squadra                |
| ---------------------- | ---------------------- | ---------------------- | ---------------------- |
| 1                      | Kjell Arne             | 180                    | Kristiansund           |
| 2                      | Kristian Bjelland      | 159                    | Nyborg                 |
| 3                      | Yasniel Vejerano       | 151                    | Randaberg              |
| 4                      | Jon Berntzen           | 126                    | Kristiansund           |
| 5                      | Timothy Jøraholmen     | 123                    | NTNUI                  |
| 6                      | Jan Eliassen           | 121                    | NTNUI                  |
| 7                      | Jon Arnesen            | 120                    | Tromsø                 |
| 8                      | Kristoffer Østvik      | 119                    | Tromsø                 |
| 9                      | Rune Fasteland         | 116                    | Nyborg                 |
| 9                      | Ørjan Siljander        | 116                    | Nyborg                 |

| Attacchi vincenti | Attacchi vincenti  | Attacchi vincenti | Attacchi vincenti |
| Pos.              | Nome               | Punti             | Squadra           |
| ----------------- | ------------------ | ----------------- | ----------------- |
| 1                 | Kjell Gøranson     | 158               | Kristiansund      |
| 2                 | Kristian Bjelland  | 131               | Nyborg            |
| 3                 | Yasniel Vejerano   | 119               | Randaberg         |
| 4                 | Timothy Jøraholmen | 106               | NTNUI             |
| 5                 | Jon Berntzen       | 105               | Kristiansund      |
| 6                 | Jan Eliassen       | 98                | NTNUI             |
| 7                 | Jon Arnesen        | 95                | Tromsø            |
| 8                 | Simon Buvarp       | 94                | Førde             |
| 9                 | Ivan Ristić        | 89                | Tromsø            |
| 10                | Ask Hansen         | 88                | NTNUI             |

| Muri vincenti | Muri vincenti     | Muri vincenti | Muri vincenti |
| Pos.          | Nome              | Punti         | Squadra       |
| ------------- | ----------------- | ------------- | ------------- |
| 1             | Rune Fasteland    | 40            | Nyborg        |
| 2             | Kristoffer Østvik | 30            | Tromsø        |
| 3             | Vasile Afloarei   | 29            | Førde         |
| 4             | Ola Kvalvaag      | 26            | NTNUI         |
| 4             | Cato Seljevold    | 26            | NTNUI         |
| 6             | Lars Kaasa        | 25            | NTNUI         |
| 7             | Yasniel Vejerano  | 24            | Randaberg     |
| 8             | Ivar Os           | 21            | Førde         |
| 9             | Matt Thobe        | 20            | Tromsø        |
| 10            | Kristian Bjelland | 19            | Nyborg        |

| Battute vincenti | Battute vincenti | Battute vincenti | Battute vincenti |
| Pos.             | Nome             | Punti            | Squadra          |
| ---------------- | ---------------- | ---------------- | ---------------- |
| 1                | Rune Berg        | 22               | Randaberg        |
| 1                | Ørjan Siljander  | 22               | Nyborg           |
| 3                | Gøran Rønneberg  | 17               | Randaberg        |
| 4                | Brent De Bleser  | 15               | Randaberg        |
| 5                | Kåre Morken      | 14               | Nyborg           |
| 6                | Jon Arnesen      | 13               | Tromsø           |
| 6                | Ivan Ristić      | 13               | Tromsø           |
| 6                | Matt Thobe       | 13               | Tromsø           |
| 9                | Kjell Gøranson   | 12               | Kristiansund     |
| 9                | Brage Roaldkvam  | 12               | Randaberg        |